# Újbolmány
Újbolmány (horvátul: Novi Bolman, szerbül: Нови Болман) falu Horvátországban, Eszék-Baranya megyében. Közigazgatásilag Kácsfaluhoz tartozik.

## Fekvése
Eszéktől légvonalban 21, közúton 29 km-re északnyugatra, községközpontjától légvonalban 4, közúton 5 km-re Baranyában, a Drávaszög nyugati részén elterülő síkságon fekszik.

## Története
A település a 19. század közepén keletkezett Bolmány határában, a Kácsfaluról Bolmányra menő út mentén, az Esterházy család birtokán. 1900-ban 15, 1910-ben 12 lakosa volt. Bolmánnyal együtt Baranya vármegye Baranyavári járásához tartozott. A település az első világháború után az új szerb-horvát-szlovén állam, majd később (1929-ben) Jugoszlávia része lett. 1941 és 1944 között ismét Magyarországhoz tartozott, majd a háború után ismét Jugoszlávia része lett. A háború végére a falu teljesen elnéptelenedett.
1946-ban az ország más részeiről szállítottak ide szerb családokat. A szerbek főként a Banija és a Kordun vidékéről érkeztek. 1948-tól számít önálló településnek. Az 1991-es népszámlálás adatai szerint 215 főnyi lakosságának 76%-a szerb, 7%-a horvát, 7%-a jugoszláv, 6%-a magyar nemzetiségű volt. 1991 augusztusában a jugoszláv hadsereg által támogatott szerb szabadcsapatok elűzték a falu nem szerb lakosságát, akik Eszékre, vagy Magyarország felé menekültek. A horvátok és magyarok házaiba szerbek költöztek. A menekültek csak 1998-ban térhettek vissza. A településnek 2011-ben 122 lakosa volt, akik többségben mezőgazdasággal foglalkoztak.

## Népessége
| Lakosság változása | Lakosság változása | Lakosság változása | Lakosság változása | Lakosság változása | Lakosság változása | Lakosság változása | Lakosság változása | Lakosság változása | Lakosság változása | Lakosság változása | Lakosság változása | Lakosság változása | Lakosság változása | Lakosság változása | Lakosság változása |
| ------------------ | ------------------ | ------------------ | ------------------ | ------------------ | ------------------ | ------------------ | ------------------ | ------------------ | ------------------ | ------------------ | ------------------ | ------------------ | ------------------ | ------------------ | ------------------ |
| 1857               | 1869               | 1880               | 1890               | 1900               | 1910               | 1921               | 1931               | 1948               | 1953               | 1961               | 1971               | 1981               | 1991               | 2001               | 2011               |
| 0                  | 0                  | 0                  | 0                  | 15                 | 12                 | 0                  | 0                  | 347                | 289                | 293                | 236                | 219                | 215                | 129                | 122                |

(1900-ban és 1910-ben településrészként. 1921-ben és 1931-ben lakosságát Bolmányhoz számították.)

## Gazdaság
A településen hagyományosan a mezőgazdaság és az állattartás képezi a megélhetés alapját.